# Hispania Citerior

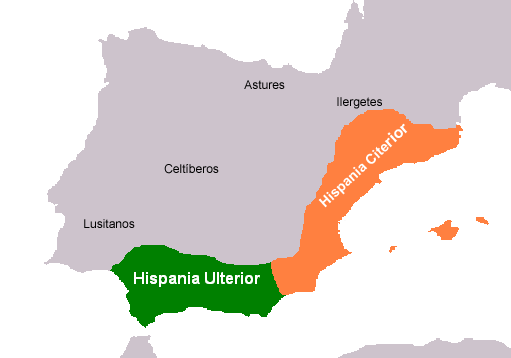
Prima împărţire romană a Hispaniei.

După cucerirea Hispaniei de la cartaginezi, romanii împărțeau teritoriul cucerit în două provincii: Hispania Citerior (coasta de est, de la Munții Pirinei la Cartagena) și Ulterior (aproximativ Andaluzia de astăzi). Administrația își avea sediul în orașul Tarraco (astăzi Tarragona). Pe măsură ce romanii își întindeau stăpânirea în interiorul peninsulei, Hispania Citerior se transforma în provincia romană Hispania Tarraconensis, care se întindea de la Marea Mediterană până în Galicia.